# Leoš Heger
Leoš Heger (* 11. února 1948 Hradec Králové) je český lékař, vysokoškolský pedagog a politik strany TOP 09. Od července 2010 do července 2013 zastával funkci ministra zdravotnictví v Nečasově vládě a stal se tak nejdéle sloužícím ministrem zdravotnictví v polistopadové éře. Od roku 2010 do roku 2017 byl poslancem Poslanecké sněmovny PČR a v letech 2013 až 2017 pak místopředsedou TOP 09.

## Život

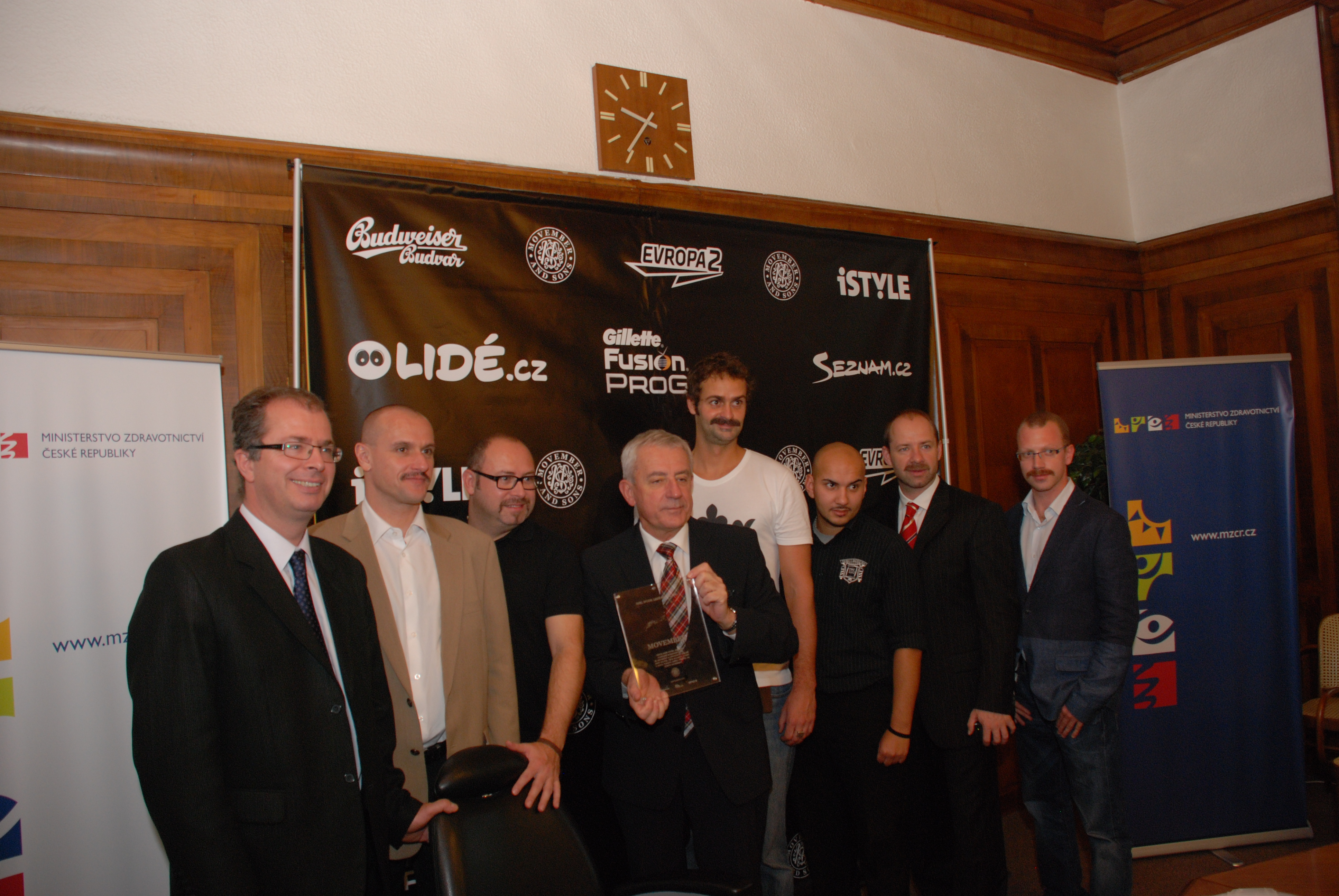
S organizátory projektu MOVEMBER

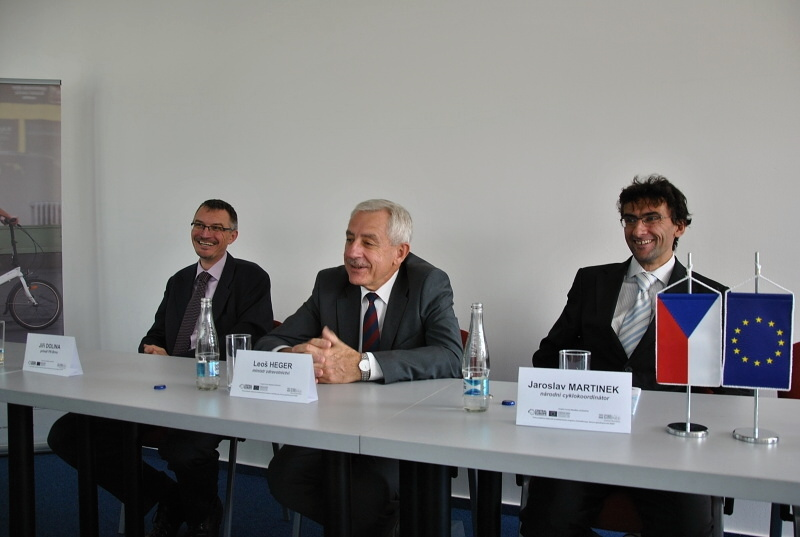
Cyklokonference - Bike Brno

Vystudoval Lékařskou fakultu Univerzity Karlovy v Hradci Králové. Leoš Heger pracoval dvacet let v Hradci Králové i v zahraničí jako lékař a učitel v oboru rentgenologie. V 70. letech se podílel na zavádění počítačové tomografie a ultrazvukového zobrazení v oblasti kardiologie a břišní diagnostiky. Od roku 1972 působil na katedře radiologie Lékařské fakulty Univerzity Karlovy v Hradci Králové, a to ve funkcích vědecký asistent, vědecký pracovník, odborný asistent a docent. V 70. letech absolvoval odbornou roční stáž v Los Angeles v USA, v 80. letech pracoval dva a půl roku v Kuvajtu.
Počátkem devadesátých let se Leoš Heger postupně ocitl v manažerských pozicích ve Fakultní nemocnici a na Lékařské fakultě UK v Hradci Králové a aktivně ovlivňoval zdravotnický management a směřování zdravotní politiky ČR. V letech 1990–1992 zde zastával funkce proděkana pro rozvoj a předsedy Akademického senátu. Podílel se na realizaci programů kvality a dalších moderních metod v oblasti zdravotnického managementu. Od roku 1991 Leoš Heger zastával pozici přednosty Radiodiagnostické kliniky Fakultní nemocnice Hradec Králové a od roku 1993 působil rovněž jako náměstek pro léčebně preventivní péči.
V letech 1996–2009 působil jako ředitel Fakultní nemocnice Hradec Králové, v rámci kandidatury do poslanecké sněmovny v roce 2010 se funkce vzdal. Habilitoval se v oboru radiologie (docent) a získal vědecký titul kandidáta věd (CSc.). V období 1991–1993 pracoval jako přednosta Radiodiagnostické kliniky FN HK a po sametové revoluci vedl první CT pracoviště na území České republiky.

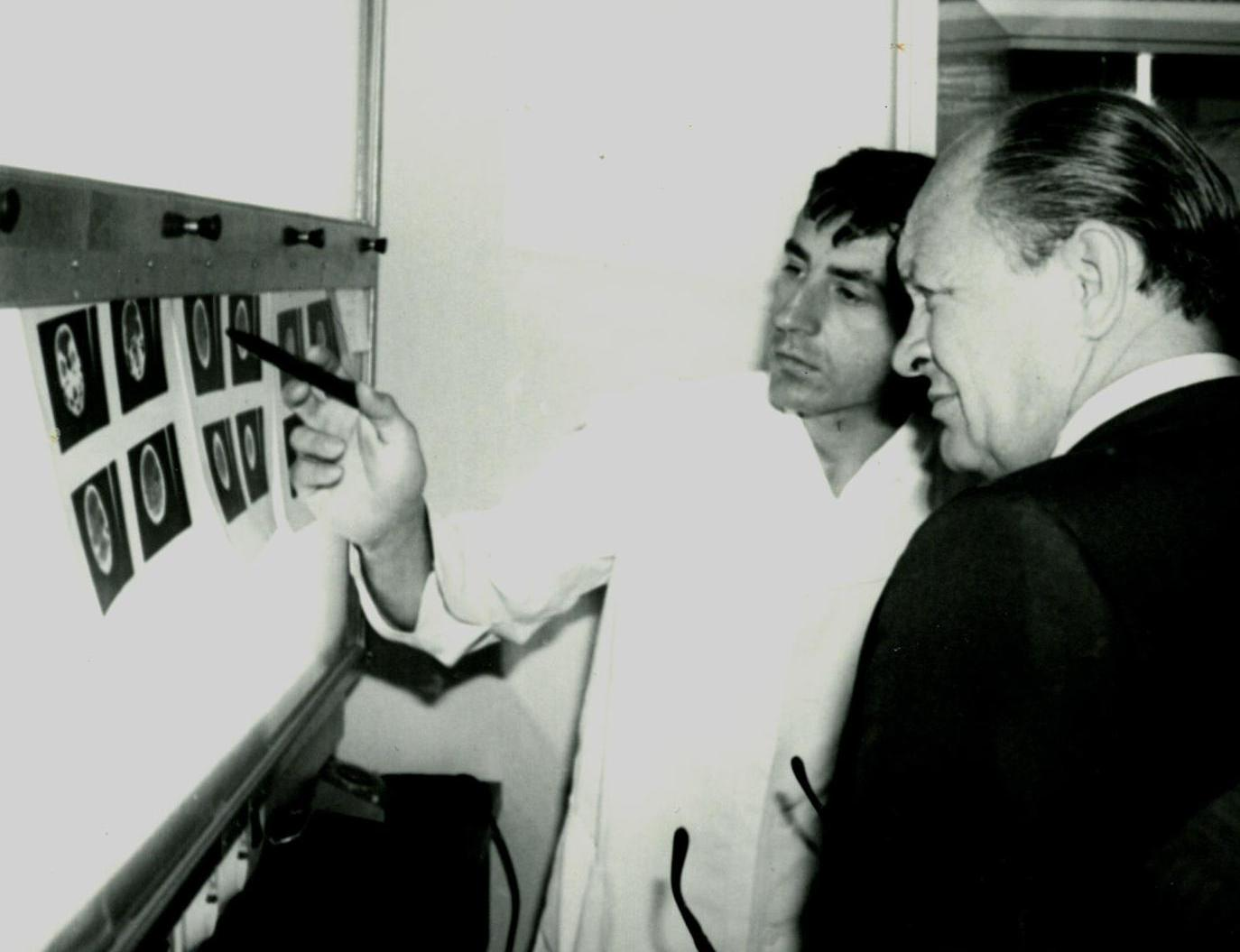
Leoš Heger s ministrem zdravotnictví Jaroslavem Prokopcem v roce 1978

Leoš Heger dlouhodobě podporuje zdravý životní styl a prevenci primární péče. Ve spolupráci s Českým olympijským výborem se snaží mediálně upozornit na problematiku nadváhy, obezity a nedostatku pohybu u českých dětí. Ty podle mezinárodní studie HBSC (The Health Behavior in School-aged Children) World Health Organisation tráví svůj volný čas pasivně a konzumují ve vysoké míře alkohol a cigarety. Jeho snahou je rovněž snížit dostupnost tabákových výrobků a alkoholu dětem a zakázat kouření v restauracích či dalších veřejných místech.
Podporuje několik pacientských organizací a projektů, například Debra ČR, Mamma HELP, Společnost Parkinson, Movember nebo rozvoj cyklostrategie v Česku. Leoš Heger byl mimo jiné členem Vědecké rady Ministerstva zdravotnictví ČR a předsedou Asociace nemocnic ČR.

Leoš Heger je bývalým předsedou a dlouholetým členem veslařského klubu v Hradci Králové, aktivně sportuje a kromě běhání má rád plavání, cyklistiku, letní a zimní turistiku. Získal zlatou medaili Lékařské fakulty UK – HK, ocenění Manažer roku 2007 a cenu města Hradec Králové Primus inter pares. Leoš Heger je ženatý, má dva syny a tři vnoučata. 

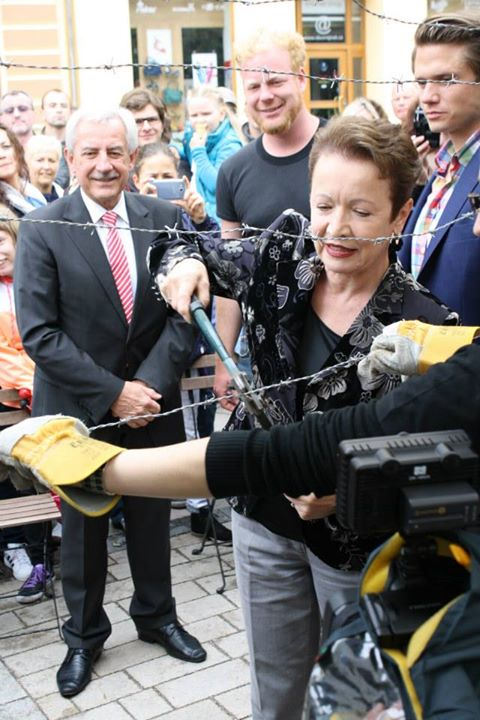
Slavnostní otevření Ostnaté kavárny pro tzv. Motýlí děti

## Politické působení
V roce 2000 odmítl nabídku stát se ministrem zdravotnictví ve vládě Vladimíra Špidly. Od roku 2002 se Leoš Heger věnoval regionální politice jako zastupitel města Hradec Králové. Poslancem Poslanecké sněmovny Parlamentu České republiky byl zvolen za stranu TOP 09 ve volbách 2010 v Královéhradeckém kraji z prvního místa tamní kandidátky. V roce 2008 neúspěšně kandidoval do Senátu jako nestraník za ODS v senátním obvodu č. 45 – Hradec Králové, když ve 2. kole prohrál proti nominantovi ČSSD Vladimíru Drymlovi.
Až do roku 2009, kdy vstoupil do TOP 09, nebyl členem žádné politické strany.
V roce 2010 se Leoš Heger po květnových volbách do PSP ČR stal poslancem a následně, po sestavení vlády ČR, ministrem zdravotnictví. Z pozice ministra zdravotnictví Leoš Heger postupně prosazoval reformní zákony, které reagovaly na aktuální situaci a rostoucí výdaje ve zdravotnictví. Jednou z hlavních priorit byla protikorupční strategie. Pro přímo řízené organizace Ministerstva zdravotnictví platí od března 2011 vyhláška (příkaz ministra 11/2011), která stanovuje jasná a přesná pravidla pro zadávání veřejných zakázek, zavádí registr referenčních cen a významně omezuje kongresovou turistiku.
V zimě roku 2011 se Leoš Heger potýkal s protestní akcí lékařů Děkujeme, odcházíme. Protest byl ukončen vzájemnou dohodou mezi Ministerstvem zdravotnictví a Lékařským odborovým klubem a
dlouhodobý růst platů lékařů svázán s dosažením úspor a dobré ekonomické situace ve zdravotnictví. S předpokladem zvyšování efektivity zdravotnického systému a v souladu s reformními kroky měl být průměrný plat lékaře zvýšen v roce 2012 o 10 %.
Lékaři tak byli přímo zainteresováni na reformním úsilí.
I přes nepříznivou ekonomickou situaci v České republice a EU se Ministerstvu zdravotnictví ČR především díky úsporám u fakultních nemocnic vygenerovaným zvýšeným využíváním elektronických aukcí a snižováním cen léků, podařilo vytvořit podmínky pro částečné navýšení platů. Všem státním nemocnicím ministerstvo nařídilo, aby od 1. ledna 2012 zvláštním příplatkem zvýšily průměrnou tarifní mzdu o 6,25 % u všech zdravotnických pracovníků, lékařů i nelékařů.

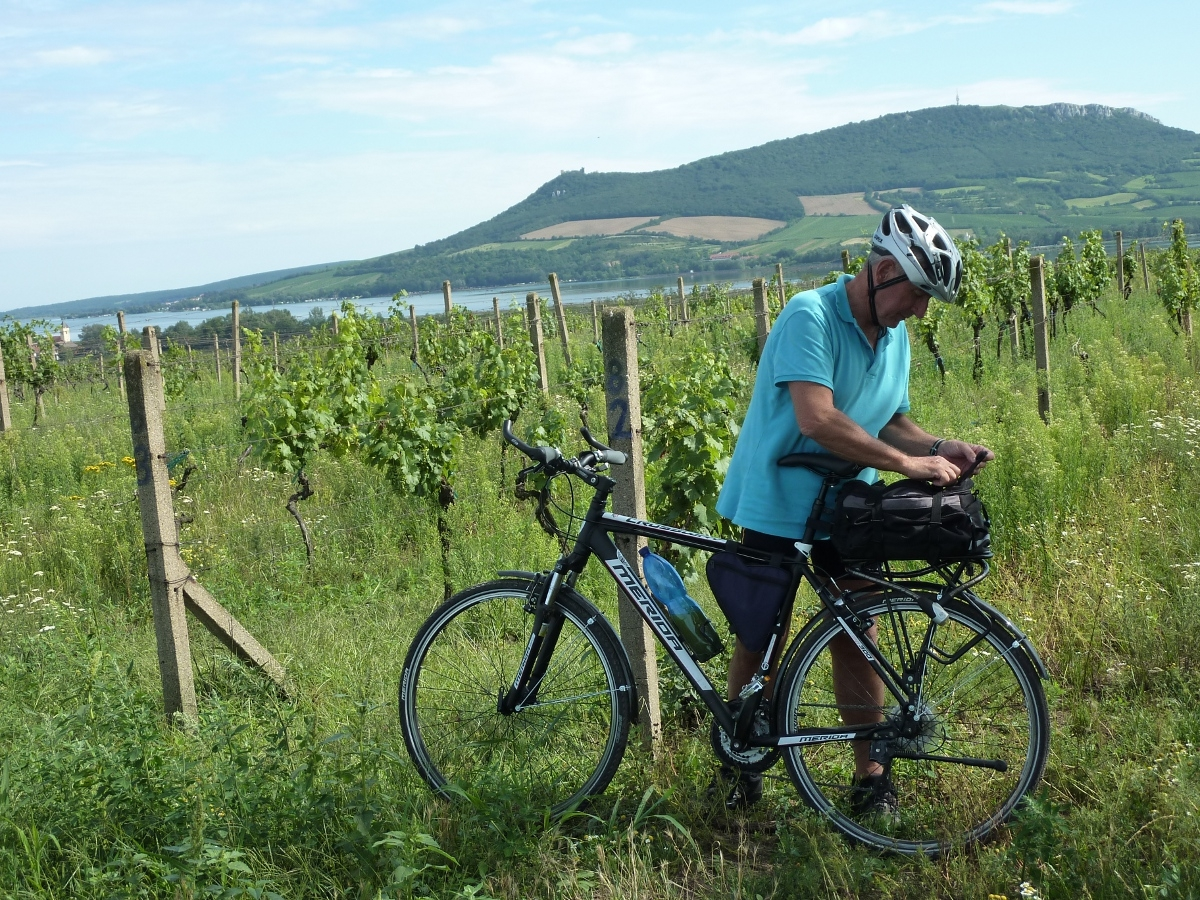
Volný čas a sport Leoš Heger nejraději spojuje. Fotografie z cyklo dovolené na Moravě.

Ve druhé polovině roku 2012 zasáhla Českou republiku série metanolových otrav. Vzhledem k závažnosti problému a desítkám úmrtí, vyhlásil ministr Leoš Heger několik celostátně platných mimořádných opatření známých jako částečná prohibice.
S pádem vlády Petra Nečase v červenci 2013 ve funkci ministra skončil. I tak se Leoš Heger stal nejdéle sloužícím ministrem zdravotnictví v polistopadové éře a za jeho působení ve funkci se podařilo přijmout nové kodexové zákony: zákon o zdravotních službách, specifických zdravotních službách a zákon o zdravotnické záchranné službě. Tyto normy zásadním způsobem zlepšují práva pacientů, definují dostupnost zdravotních služeb či maximální čekací lhůty na některé zákroky i lépe také vymezují provázanost jednotlivých prvků systému (komunikace nemocnic a záchranky apod.). Jednou z jeho priorit bylo i zavádění úsporných opatření a boj proti šedé ekonomice v pojišťovnách i ve zdravotnických zařízeních a ochrana zejména mladistvých a dětí před tabákem a alkoholem.

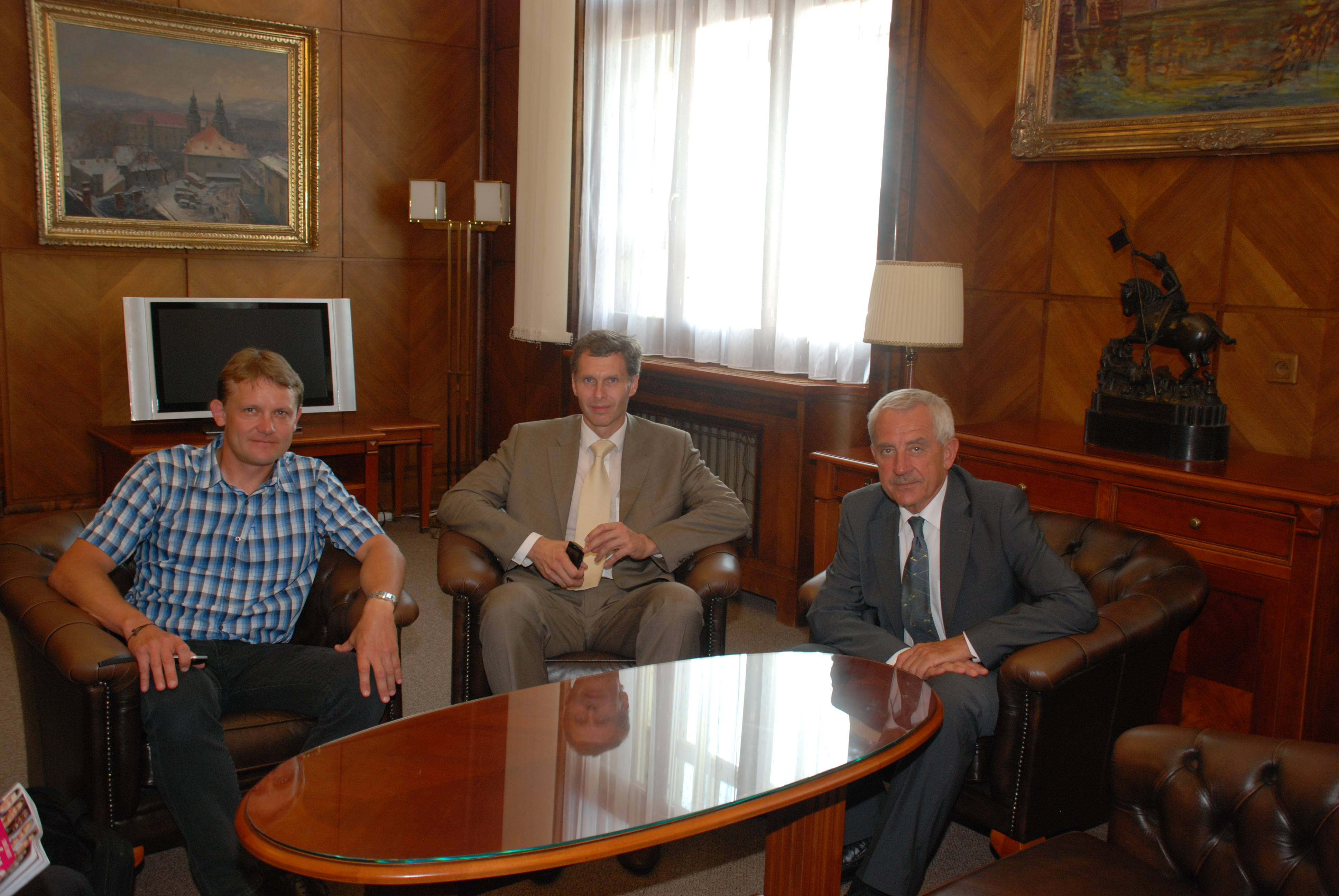
S předsedou ČOV Jiřím Kejvalem a olympionikem Martinem Doktorem na tiskové konferenci k podpoře sportu v ČR

Ve volbách do Poslanecké sněmovny PČR v roce 2013 kandidoval v Královéhradeckém kraji jako lídr TOP 09 a STAN a byl zvolen. Zastává funkci místopředsedy strany, místopředsedy Výboru pro zdravotnictví a předsedá Expertní komisi TOP 09 pro zdravotnictví. Na 3. celostátním sněmu TOP 09 v Praze se 8. prosince 2013 stal místopředsedou strany. Tuto pozici obhájil i na 4. celostátním sněmu strany koncem listopadu 2015 v Praze. Obdržel 167 hlasů od přítomných delegátů (tj. 97 %), tedy nejvíce ze všech místopředsedů. Post místopředsedy strany zastával do listopadu 2017.
V komunálních volbách v roce 2014 byl zvolen zastupitelem města Hradce Králové. Původně byl na kandidátce TOP 09 na 13. místě, ale vlivem preferenčních hlasů skončil na 1. místě. V krajských volbách v roce 2016 byl lídrem kandidátky TOP 09 v Královéhradeckém kraji a stal se krajským zastupitelem. Na konci roku 2019 však na mandát rezignoval.
Ve volbách do Poslanecké sněmovny PČR v roce 2017 byl lídrem TOP 09 v Královéhradeckém kraji, avšak mandát nezískal. V komunálních volbách v roce 2018 obhajoval jako člen TOP 09 mandát zastupitele města Hradec Králové na kandidátce subjektu „TOP 09 s podporou Liberálně ekologické strany, Koruny České - Monarchistické strany Čech, Moravy a Slezska a NK“, ale neuspěl.

## Ocenění
Je držitelem Zlaté medaile Lékařské fakulty UK v Hradci Králové, ceny Manažer roku 2007 a ocenění města Hradec Králové Primus inter pares.

## Reforma zdravotnictví
Leoš Heger prosazuje změny českého zdravotnictví v několika reformních oblastech:
- otevření možnosti příplatků za nadstandard a tvorba úhradových standardů,
- definice postupů lege artis,
- posílení práv pacientů,
- vynucení změn v chování zdravotních pojišťoven,
- omezení korupčního chování ve zdravotnickém prostředí,
- jednotná pravidla v lékové politice,
- ochrana nekuřáků a boj proti škodlivým vlivům návykových látek,
- a centralizace specializované péče.

Tomu slouží následující legislativní kroky, které se již podařilo prosadit:
- Novela zákona o veřejném zdravotním pojištění platná od 1. 1. 2012
- Zákon o zdravotních službách platný od 1. 4. 2012
- Zákon o specifických zdravotních službách platný od 1. 4. 2012
- Zákon o zdravotnické záchranné službě platný od 1. 4. 2012
- Zákon o regulaci reklamy schválený vládou 26. 6. 2012
- Zákon o léčivech schválený vládou 22. 8. 2012
- Zákon o univerzitních nemocnicích schválený vládou 29.8. 2012

A další se připravují:
- Zákon o zdravotních pojišťovnách
- Zákon o zdravotnických prostředcích
- Zákon o ochraně před škodami působenými návykovými látkami
- Novelizace zákonů o vzdělávání lékařských i nelékařských pracovníků ve zdravotnictví
- Transformace psychiatrické péče